# Homay (песня)
«Homay» — песня российского башкирского этно-поп-трио Ay Yola, выпущенная 14 марта 2025 года. 
Песня сочетает древний фольклор с современной электронной музыкой. Получила широкое распространение в мире, особенно в тюркоязычных регионах, возглавляя чарты на таких платформах, как TikTok и Shazam.
Песня повествует о Хумае, мифологическом персонаже из легенды об Урал-батыре. Она дочь Самрау, повелителя небесных птиц и Солнца. Хумай изображена как хранительница священного знания и символ мудрости и света. Песня проводит параллели между Хумай и современными башкирскими женщинами, подчеркивая культурную преемственность и идентичность.

## История
Песня была опубликована 14 марта 2025 года. 6 мая 2025 в Уфе был презентован видеоклип.

## Оценки
Высокая популярность песни Homay в исполнении группы Ay Yola в мире, в результате которой заняла высокие позиции в мировых чартах, стала объектом споров в среде музыкальных экспертов: одни утвеждают, что дело в случайности и алгоритмах приложений, из-за которых песни малоизвестных исполнителей попадают в топ; а другие уверены, секрет кроется в теме, которой посвящена песня, поскольку тюркский эпос лежит в основе многих культур, а жителям разных тюркоязычных стран песня пришлась по душе.
Музыкальные эксперты из издания «Бизнес Online» сходятся во мнении, что популярности песни Homay способствовала «тюркская солидарность»: хвалебные комментарии с поддержкой «братского народа» написали казахи, узбеки, туркмены и слушатели остальных стран постсоветского пространства, а также турки. Музыкальный критик и автор телеграм-канала «Русский шаффл» Олег Кармунин объясняет, что песня изначально стала популярной в казахском сегменте TikTok, а одним из «ингредиентов» успеха композиции Кармунин называет красивую внешность солистки группы Адель (не путать с известной британской певицей). Музыкальный журналист Михаил Маргулис называет другую причину популярности песни Homay, а именно в хорошем стечении обстоятельств в силу того, что алгоритмы соцсетей выдают разного рода «вирусные» сюрпризы, в результате чего песня становится вирусной. Музыкальный эксперт Владимир Полупанов уверен в том, что не все песни, которые вирусятся в сети, попадают в чарты — это сложнопрогнозируемый успех.
Продюсер, генеральный директор студии «Аксу» Рустам Сарваров заявил, что не нужны миллиарды денег для того, чтобы раскрутиться, важнее хорошая идея и эпос.

## Чарты
| Чарт (2025)        | Высшая позиция |
| ------------------ | -------------- |
| Казахстан (TopHit) | 3              |
| Латвия (TopHit)    | 4              |
| Россия (TopHit)    | 6              |